# プレリアール22日法

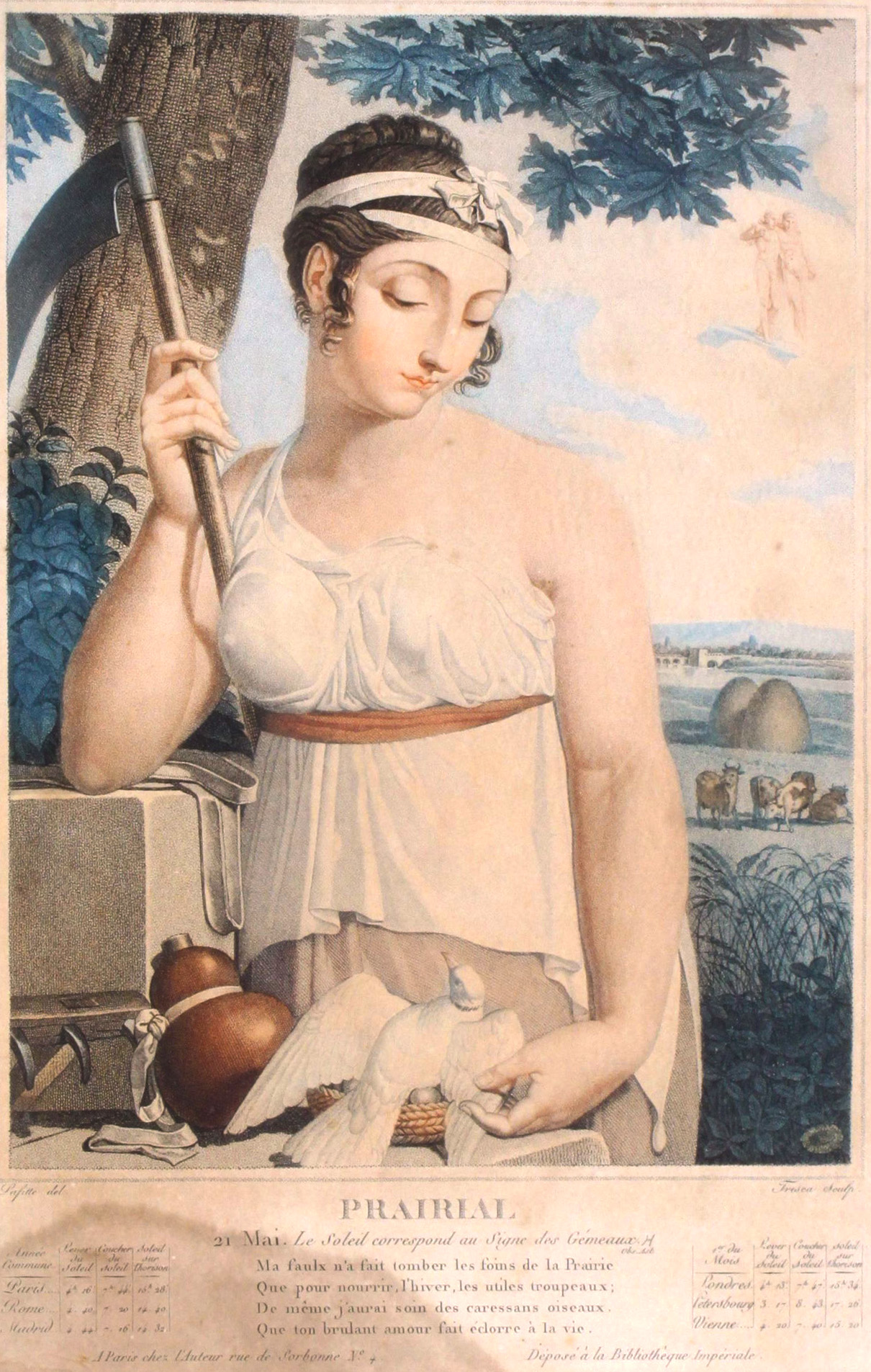
革命暦プレリアールの寓意画

プレリアール22日法（プレリアール22にちほう、仏: Loi du 22 prairial an II）は、革命期のフランスの法律。共和暦2年（西暦1794年）のプレリアール22日（6月10日）に制定されたことからこう呼ばれる。
一方で、恐怖政治を強化するものであったことから、恐怖政治法（仏: loi de la Grande Terreur）とも呼ばれ、同様にプレリアールまたはプレリアルは、革命暦の草月であることから、草月法とも呼ばれる。

## 内容
この法律の概要は以下のとおり。
- 革命裁判所を分割し、各部は3名の裁判官と9名の陪審員で構成するものとする。
- 革命裁判所は人民の敵を処罰するために設置される。
- 公共の自由を威力または偽計により破壊しようとする者を人民の敵とする。
- 君主制の再興を唆した者など、一定の者を人民の敵とみなす。
- 革命裁判所の管轄する全ての犯罪に対する刑罰は死刑とする。
- 人民の敵の立証にはあらゆる証拠を利用可能とする。
- 判決の準則は、祖国の愛に啓蒙された陪審員の良心とする。
- 全ての市民は、陰謀者または反革命者を逮捕し、司法官の面前で彼らを糾弾することができる。彼らを発見した者は、直ちに告発することを要する。
- 被告人は公開の法廷で審判され、事前の非公開手続は廃止する。
- 証言から独立した証拠が得られれば、原則として審理を終える。
- 全ての手続は公開とし、証言録取書は原則として不要とする。
- 討議が終了すれば、陪審員は評決を作成し、裁判官が法律の定める方法に従って処罰を宣言する。
- 検察官は、起訴を取り下げる権限を有しない。

この法律により、公安委員会は起訴・告発といった司法手続を大きく単純化した。つまり、反革命的行為が発覚すれば、証拠がなくとも、陪審員の心証だけで有罪となりうるようになったのである。そして、有罪となると刑罰は死刑であった。

## 恐怖政治の加速
法律により、革命裁判所の権限は拡大し、被告人が自ら身を守る能力は制限されることとなった。そして、革命の正義に抵触する者が増え、反革命の名のもとに恐怖政治はさらに加速した。一例として、パリ革命裁判所が死刑を宣告した人数は裁判所設立の1793年4月6日から1794年6月10日までの約1年2ヶ月間に1251名であるのに対して、1794年6月10日からロベスピエール失脚の1794年7月27日までの1ヶ月半の間に1376名である。
この法律の下における、全ての罰則は死刑であった。そのため、政敵を蹴落とすための政争の道具としても利用され、実際に無実の罪でギロチン送りになった者も多かった。
反革命分子の粛清を求めるジョルジュ・クートンによって提案され、マクシミリアン・ロベスピエールの支持を得て可決された。国内叛乱の鎮圧と、恐怖政治の強化を主張する左派および極左派には歓迎されたが、国民公会議員の中道派の多くは、この法の制定に内心では反対であった。粛清が自分の身に降りかかるのを恐れていたのである。この法律の制定から約2ヶ月後、一部の元派遣議員がロベスピエール派の打倒に動くと、中道派がこれに協調。テルミドールのクーデターが勃発し、ロベスピエールが失脚してクートンらと共に処刑された。新しく権力を手にしたテルミドール派が反動政治を行って、恐怖政治も終わりを迎える。同年8月1日を以って正式にプレリアール22日法は廃止された。